# عبد العزيز الكتاني
أبو محمد عبد العزيز بن أحمد بن محمد بن علي بن سليمان التميمي الدمشقي الكتاني الصوفي محدث دمشق، وأحد رواة الحديث النبوي.

## نشأته
ولد سنة 389 هـ الموافق 999. سمع تمام بن محمد الرازي، وصدقة بن الدلم، وأبا نصر بن هارون، وأبا محمد بن أبي نصر، ومحمد بن عبد الرحمن القطان، وخلقا كثيرا بدمشق، وأحمد ومحمد ابني الصياح ببلد ومن أبي الحسن بن الحمامي، وعلي بن داود الرزاز، ومحمد بن الروزبهان، وأبي القاسم الحرفي وخلق ببغداد، وسمع بالموصل ومنبج ونصيبين وكتب العالي والنازل، حتى إنه كتب تاريخ بغداد عن أبي بكر الخطيب، وسمع من أبي سعد السمان أيضاً. حدث عنه: الخطيب، والحميدي، وأبو الفتيان الدهستاني، وأبو القاسم النسيب، وهبة الله بن الأكفاني، وعبد الكريم بن حمزة، وإسماعيل بن السمرقندي، وأحمد بن عقيل الفارسي، وأبو المفضل يحيى بن علي القرشي، وخلق سواهم. جمع وصنف.
قال ابن ماكولا: «كتب عني، وكتبت عنه، وهو مكثر متقن». قال الخطيب: « ثقة أمين». قال الأكفاني: «كان كثير التلاوة، صدوقا، سليم المذهب. مات في جمادى الآخرة، سنة ست وستين وأربعمائة». قال ابن الأكفاني: «أجاز لكل من أدرك حياته قبل موته مروياته». قال الذهبي: «روى عنه بهذه الإجازة محفوظ بن صصرى وجماعة. كان مديما للتلاوة، مكبا على طلب الحديث، وقد اشتاق أبوه إليه، وسافر خلفه إلى بغداد، فوجده قد طبخ رزا بلحم، فقربه إليه، فقال: يا بني، قد عرفت عادتي وكان قد هجر أكل الرز خشية أن يبتلع فيه عظما فيقتله فقال: كل، لا يكون إلا الخير. فأكل، فابتلع عظما فمات». رواها ابن عساكر عن جمال الإسلام عن ابن أبي العلاء. وكان أبوه صوفيا يكنى أبا طاهر، حدث عن يوسف الميانجي.
وهو الذي يقول الخطيب في عامة مصنفاته حدثني عبد العزيز بن أبي الطاهر الصوفي.

## وفاته
توفي الكتاني في العشرين من جمادى الآخرة 466 هـ الموافق 20 (شباط / فبراير) 1074م.